# 비산초등학교 (경북)
비산초등학교는 대한민국 경상북도 구미시에 있는 공립 초등학교이다.

## 학교 연혁
- 1985.03.02 비산초등학교 개교
- 1996.03.01 비산초등학교 교명 변경
- 1997.11.05 교육부지정 열린교육 시범운영 보고
- 2000.03.01 비산초등학교 병설유치원 개원
- 2001.10.12 도지정교실수업개선 시범운영 보고
- 2003.12.01 과학실험실 현대화사업
- 2007.05.04 인조잔디 운동장 조성
- 2008.06.03 제37회 전국소년체전 축구 우승
- 2009.11.18 경상북도교육청 다문화교육 연구학교 운영 보고
- 2012.03.01 경상북도교육청 지정 정책연구학교(경제교육)
- 2015.02.13 제30회 졸업(111명) 총 4618명
- 2015.03.01 22학급 편성
- 2023.09.01 강명무 교장 부임

## 참고 자료
- 비산초등학교 - 한국교육학술정보원 학교알리미